# 4102 Gergana
A 4102 Gergana (ideiglenes jelöléssel 1988 TE3) a Naprendszer kisbolygóövében található aszteroida. Violeta G. Ivanova fedezte fel 1988. október 15-én.